# Strzelanina w szkole w Nashville
Strzelanina w szkole w Nashville – strzelanina, która miała miejsce w dniu 27 marca 2023 roku w prezbiteriańskiej szkole prywatnej Covenant School znajdującej się w Nashville w stanie Tennessee w Stanach Zjednoczonych; w jej wyniku zginęło 7 osób, razem ze sprawcą, a 1 funkcjonariusz policji został ranny.

## Tło
Szkoła Covenant School jest prywatną szkołą chrześcijańską znajdującą się w Nashville w stanie Tennessee, w dzielnicy Green Hills. Pobierają w niej naukę uczniowie od przedszkola do 6. klasy szkoły podstawowej.

## Przebieg
Uzbrojony sprawca wtargnął do szkoły około godz. 10:11 i zaczął chodzić po szkole, strzelając do przypadkowo napotkanych uczniów i nauczycieli, zabijając 3 uczniów i 3 nauczycieli; sprawca został zastrzelony przez funkcjonariuszy miejscowej policji ok. 10:27, 14 minut po tym jak rozpoczęła się strzelanina.

## Ofiary strzelaniny
W wyniku strzelaniny zginęło 6 osób – 3 uczniów i 3 nauczycieli, z czego wszyscy byli przypadkowymi ofiarami. W strzelaninie ponadto ranny został też funkcjonariusz policji, którego raniły odłamki szkła z szyby zniszczonej strzałami z broni palnej przez sprawcę.
Lista ofiar strzelaniny:

1. Evelyn Dieckhaus (lat 9)
2. Audrey Hale (lat 28)
3. Mike Hill (lat 61)
4. Katherine Koonce  (lat 60)
5. Cynthia Peak (lat 61)
6. Hallie Scruggs (lat 9)
7. William Kinney  (lat 9)

## Sprawca
Sprawcą strzelaniny była 28-letnia Audrey Hale, miejscowa mieszkanka Nashville cierpiąca na dysforię płciową. Była ilustratorką i graficzką, która w roku poprzedzającym strzelaninę ukończyła uczelnię artystyczną; motywy sprawczyni nie są znane, ale według policji zostawiła ona w mieszkaniu manifest, którego treści nie ujawniono, a także przejawiała skłonności samobójcze.

## Następstwa
Po ataku miejscowa policja ewakuowała uczniów i personel do pobliskiego kościoła baptystycznego. W czasie strzelaniny wielu uczniów uciekło ze szkoły i niektórzy musieli być odnajdywani i dowożeni przez policję pod kościół gdzie następnie rodzice identyfikowali i odbierali swoje dzieci. Przed zaatakowaną szkołą powstało prowizoryczne miejsce upamiętnienia ofiar strzelaniny. W czasie strzelaniny w pobliżu znajdowała się znana aktorka serialowa, która pomagała policji ewakuować uczniów ze szkoły.
Po ataku pojawiły się propozycje zaostrzenia dostępu do broni w stanie Tennessee, którego prawo w tej kwestii jest stosunkowo liberalne. Pod stanowym kapitolem odbyły się protesty zwolenników ograniczenia dostępu do broni, którzy wzywali do zaostrzenia stanowego prawa w kwestii broni palnej.

## Śledztwo
Policja z Nashville prowadzi śledztwo w sprawie strzelaniny, wraz Tennessee Bureau of Investigation i ATF; śledztwo wykazało, że sprawca użył w ataku karabinu pół-automatycznego, pistoletu maszynowego Kel-Tec i pistoletu bliżej nieokreślonego modelu, upubliczniono też nagrania z kamer szkoły w momencie strzelaniny i nagrania z kamer na mundurach funkcjonariuszy.

## Reakcje
Prezydent USA Joe Biden złożył kondolencje rodzinom ofiar, wezwał też Kongres do wprowadzenia przepisów bardziej zaostrzających dostęp do broni, a także polecił opuścić flagi państwowe na budynkach rządowych do połowy.
Po ataku odnotowano wiele transfobicznych reakcji ze względu na fakt, że sprawca był osobą transpłciową, używającą wobec siebie męskich zaimków (nie przeszedł jednak operacji korekty płci i, według jego znajomych, czasami wciąż używał żeńskich zaimków). Niektóre media sugerowały, że był to atak lewicowego ekstremisty lub aktywisty LGBT skierowany przeciwko chrześcijanom, nie znaleziono jednak dowodów na to, by atak był motywowany politycznie.
Amerykańskie skrajnie prawicowe portale powielały po ataku nieprawdziwą informację jakoby sprawca rzekomo inspirował się kontrowersyjną grą komputerową, w której grywalna postać aktywisty LGBT strzela do księży.
Polskie prorządowe media prawicowe wykorzystywały strzelaninę w Nashville jako rzekomy przykład terroryzmu aktywistów gender i ideologii LGBT na Zachodzie.